# Parasmittina marsupialis
Parasmittina marsupialis är en mossdjursart som först beskrevs av Busk 1884.  Parasmittina marsupialis ingår i släktet Parasmittina och familjen Smittinidae. Inga underarter finns listade i Catalogue of Life.